# Les bruixes de Llers
Les bruixes de Llers (las brujas de Llers) es un poemario publicado el 1924 por Carles Fages de Climent, con ilustraciones de Salvador Dalí y prólogo de Ventura Gassol. Fue el primer libro de poemas de Fages y el primer libro ilustrado por Dalí. 

Cuando publican esta "opera prima" sobre las brujas, Dalí tiene 20 años y todavía no ha expuesto nunca fuera de Figueras, y Fages tiene 22, pero ya ha ganado los primeros premios y empieza a ser conocido en Barcelona. 

Fages nunca repitió con un artista para hacer ilustrar sus libros; Dalí tampoco acostumbraba a trabajar con los mismos autores y sólo dio una tercera oportunidad a nombres como André Breton, Paul Éluard, Maurice Sandoz, Shakespeare y ...Fages. En 1950, Fages publica el Poema dels tres reis (Poema de los tres reyes magos) ilustrado por Joan Commeleran. El ejemplar que conservaba el pintor en su biblioteca está dedicado por el autor y dice: "Dirijo el POEMA DElS TRES REIS a Salvador Dalí, el amigo de siempre, en memoria del sabater d'Ordis". En 1954 Dalí hace el epílogo e ilustra la Balada del sabater d'Ordis que Fages de Climent le dedica así: "A mi genial y constante amigo Salvador Dalí, ilustrador celebrado y epilogista justísimo de "la Balada del sabater d'Ordis", con el mejor abrazo - C. Fages de Climent, 1954". En 1956, en un artículo publicado en la revista "Canigó" que escribe Fages sobre Cadaqués se incluye el texto de Dalí "Cadaqués, el pueblo más bonito del mundo" con una ilustración del mismo pintor. Unos cuántos años antes de la muerte de Fages, en 1961, y con motivo del homenaje de la ciudad de Figueres a Salvador Dalí, elaboran conjuntamente el "auca" "El triomf i el rodolí de la Gala y en Dalí", donde Fages pone los versos y Dalí los dibujos que los acompañan. 
Por lo que sabemos, el pintor participó de todo el proceso creativo e incluso los textos eran fruto de las discusiones que mantenían ambos. Sobre "Les bruixes de Llers" escribirá más tarde Fages: "Al componer en íntimo intercambio la edición del poema, ni el poeta ni el ilustrador conocían los escenarios que en él se describen. Cuando en el carrito de un gitano que solía servir de modelo del pintor en su estudio fueron por vez primera a Llers, ya aparecido el libro, ambos convinimos que todo estaba bien, porque las cosas se hallan siempre de antemano como debe ser en su sitio correspondiente. Lo imprescindible para interpretar un paisaje determinado, dijo Salvador, es no haberlo visto nunca".